# Подписание мира в Зеркальном зале
«Подписание мира в Зеркальном зале» (англ. The Signing of Peace in the Hall of Mirrors), или «Подписание мира в Зеркальном зале, Версаль, 28 июня 1919» (англ. The Signing of Peace in the Hall of Mirrors, Versailles, 28th June 1919) — картина ирландского художника Уильяма Орпена, написанная им в 1919 году. Посвящена подписанию Версальского мирного договора, положившему конец Первой мировой войне. В настоящее время картина находится в коллекции Имперского военного музея в Ламбете (Лондон, Великобритания).

## Контекст
Ирландский художник Уильям Орпен (1878—1931) родился в Дублине. Он был вундеркиндом и уже в возрасте 12 лет окончил школу искусств Метрополитен, после чего отправился в Лондон для учёбы в школе изящных искусств Слейда под началом Генри Тонкса. Под влиянием Шардена, Хогарта и Ватто, и особенно Рембрандта, Орпен стал успешным и известным портретистом, регулярно выставлявшимся в Королевской академии. После начала восстания 1916 года, художник Шон Китинг, протеже и ученик Орпена, просил его вернуться на родину для начала работ по возрождению ирландского изобразительного искусства, однако тот предпочёл остаться в Англии и сохранить верность империи. Однако вскоре Орпен был призван в Королевский армейский служебный корпус и в звании генерал-майора стал одним из первых военных художников, отправившихся в 1917 году на Западный фронт. Документирование трагической жизни рядового солдата в боях, госпиталях и лагерях без всякой фальши и приукрашивания чрезвычайно обогатили художественный талант Орпена. Сам он оставался во Франции дольше всех остальных художников, и впоследствии писал, что «никогда не был так занят в моей жизни». В 1918 году выставка 125 работ Орпена на военные темы была провезена по Великобритании и США, и даже была удостоена посещения королевой Марией, а сам художник был посвящён в рыцари. После этого, при поддержке премьер-министра Великобритании Дэвида Ллойда Джорджа он получил дополнительный заказ от Министерства информации на написание трёх картин, на которых нужно было изобразить дипломатов, политических и военных деятелей, ставших делегатами на Парижской мирной конференции 1919 года.

## История
Переговоры, начавшиеся 18 января 1919 года, позволили победившим нациям-союзникам оформить окончание Первой мировой войны, пропорционально распределить вину за финансовый и материальный ущерб, нанесённый побеждёнными сторонами, решить вопрос о репарациях Германии. Конференция, проходившая в сложных условиях ожесточённых переговоров, виделась как реакция на общественное мнение о необходимости репараций, которое нужно было совместить со степенью готовности и способности Германии к этим выплатам. Помимо этого, на переговорах были рассмотрены и более широкие вопросы, такие как создание Лиги Наций и образование новых национальных государств. Мирный договор был подписан 28 июня 1919 года в Зеркальном зале в Версальском дворце, построенном ещё Людовиком XIV за огромные деньги в качестве демонстрации своей власти. Выбор был остановлен на Версале не случайно — именно там 18 января 1871 года после окончания франко-прусской войны Отто фон Бисмарк провозгласил создание Германской империи, втащившей всю Европу в будущую войну. Для подписания договора по указанию премьер-министра Франции Жоржа Клемансо пол зала был застелен паркетом и покрыт коврами времён Людовика XIV, вдобавок из Елисейского дворца специально привезли мебель, в том числе красивый стол и большие кресла. В обескровленной войной и полностью истощённой стране всего за несколько часов Зеркальный зал превратился в достойное место для крупных дипломатических событий. Подписание договора при довольно хаотичной и одновременно торжественной церемонии заняло лишь 45 минут в присутствии 27 делегаций из 32 делегатов, а также более тысячи высокопоставленных лиц и представителей прессы. Признав свою ответственность за развязывание войны, Германия потеряла 68 тысяч км² своей территории вместе с 8 миллионами человек населения, проживавших в том числе в Эльзасе-Лотарингии, а также отданной Польше части Восточной Пруссии, обязалась выплатить 20 млрд золотых марок в качестве возмещения нанесённого Франции ущерба, утратила власть над колониями и вынуждена была согласиться на ликвидацию вооружений. Мечтая о мире, союзники лишь приблизили новую войну, так как всего 20 лет спустя униженная Германия приступила к отмщению.

## Композиция
Картина написана маслом на холсте, а её размеры составляют 152,4 × 127,0 см. На полотне запечатлён момент подписания мирного договора, демонстрация ведущими представителями стран-союзников своей политической воли, решимости и единства. Орпен специально избежал изображения толпы, сосредоточившись лишь на групповом портрете политических лидеров, которыми оказались старые бородатые мужчины в чёрных фраках, сидящие или стоящие за длинным столом в ослепительных интерьерах Зеркального зала в Версальском дворце. Композиция картины схожа с работой Леонардо да Винчи «Тайная вечеря». Как и Леонардо, Орпен будто разбил монотонность непрерывной линии стола и стульев, выдвинув на передний план фигуры двух подписантов договора от Германии. Над их головами видна надпись «Король правит в одиночку», отсылающая к бесконечным спорам на переговорах, возникшими из-за того, что союзники никак не могли прийти к компромиссу по поводу наложения репараций, вдобавок к тому, что германская сторона настаивала на невозможности их выплаты. Государственные деятели выглядят довольно мелкими в огромном зале, архитектурная экстравагантность которого была сознательно подчёркнута Орпеном. Он, подобно Рембрандту, использует возвышенную архитектуру для отображения как ничтожности политических усилий, так и тщеславия и позёрства мировых лидеров, занимающих чуть больше четверти площади полотна. Настоящий драматизм заключается в ломанном отражении окон и неба в трёх зеркальных арках между двух больших колонн, намекающем на хрупкость достигнутого мира. Примечательно, что в отражении виден сам художник, кроме которого, как кажется, никому и не интересны ни политики, ни сам момент подписания мира, ставший дипломатическим фасадом реального исхода войны — миллионов молодых людей, погибших в европейских траншеях.
Центр, передний план, подписание соглашения:
- Иоганнес Белл — член партии Центра, министр по делам колоний[англ.], министр путей сообщения;
- Герман Мюллер — член Социал-демократической партии, министр иностранных дел[англ.].

Слева направо, сидящие:
- Генерал Таскер Блисс[англ.] — бывший начальник штаба Армии США;
- Эдвард Хауз — советник президента США;
- Генри Уайт[англ.] — бывший посол США во Франции[англ.] и в Италии[англ.]
- Роберт Лансинг — государственный секретарь США;
- Вудро Вильсон — президент США;
- Жорж Клемансо — премьер-министр Франции;
- Дэвид Ллойд Джордж — премьер-министр Великобритании;
- Эндрю Бонар Лоу — лорд-хранитель Малой печати, будущий премьер-министр Великобритании;
- Артур Бальфур — министр иностранных дел, бывший премьер-министр Великобритании;
- Альфред Милнер — государственный секретарь по делам колоний;
- Джордж Барнс — министр без портфеля, лидер лейбористов[англ.]
- Сайондзи Киммоти — советник императора Японии, бывший премьер-министр Японии.

Слева направо, стоящие:
- Элефтериос Венизелос — премьер-министр Греции;
- Афонсу Кошта — премьер-министр Португалии;
- Джордж Ридделл[англ.] — британский журналист;
- Джордж Фостер — канадский делегат;
- Никола Пашич — бывший премьер-министр Сербии, будущий премьер-министр Югославии;
- Стефан Пишон — министр иностранных дел Франции;
- Морис Хэнки[англ.] — секретарь правительства Великобритании[англ.];
- Эдвин Монтегю[англ.] — министр по делам Индии;
- Генерал-майор Ганга Сингх[англ.] — махараджа Биканера[англ.];
- Витторио Эмануэле Орландо — премьер-министр Италии;
- Поль Иманс — министр иностранных дел Бельгии;
- Генерал Луис Бота — бывший премьер-министр Южной Африки;
- Уильям Хьюз — премьер-министр Австралии.

## История и судьба
За заказ Орпену было выплачено 3 тысячи фунтов стерлингов, рекордная по временам войны сумма за произведение искусства, тогда как Джон Сингер Сарджент за одну свою картину «Отравленные газами» получил всего лишь 300 фунтов. Данное полотно под названием «Подписание мира в Зеркальном зале» было написано Орпеном в 1919 году.
Вторая картина Орпена под названием «Мирная конференция на набережной Орсе» также отличается презрением художника к собравшимся политикам, незначительным фигурам на фоне дворцовой архитектуры. Окончательно разочаровавшись в идеях конференции из-за позёрства делегатов, Орпен стёр красочный слой с уже готовой третьей картины, и сменил тему в качестве демонстрации растущей пропасти между официальным и общественными отношением к наследию войны, посвятив новую работу «Неизвестному британскому солдату во Франции».
В настоящее время картина «Подписание мира в Зеркальном зале» находится в коллекции Имперского военного музея в Ламбете (Лондон, Великобритания). Примечательно, что на стене выставочного зала между работами Орпена «Подписание мира в Зеркальном зале» и «Мирная конференция на набережной Орсе» висят именно «Отравленные газом» Сарджента.